# Lilla Irvin Leach

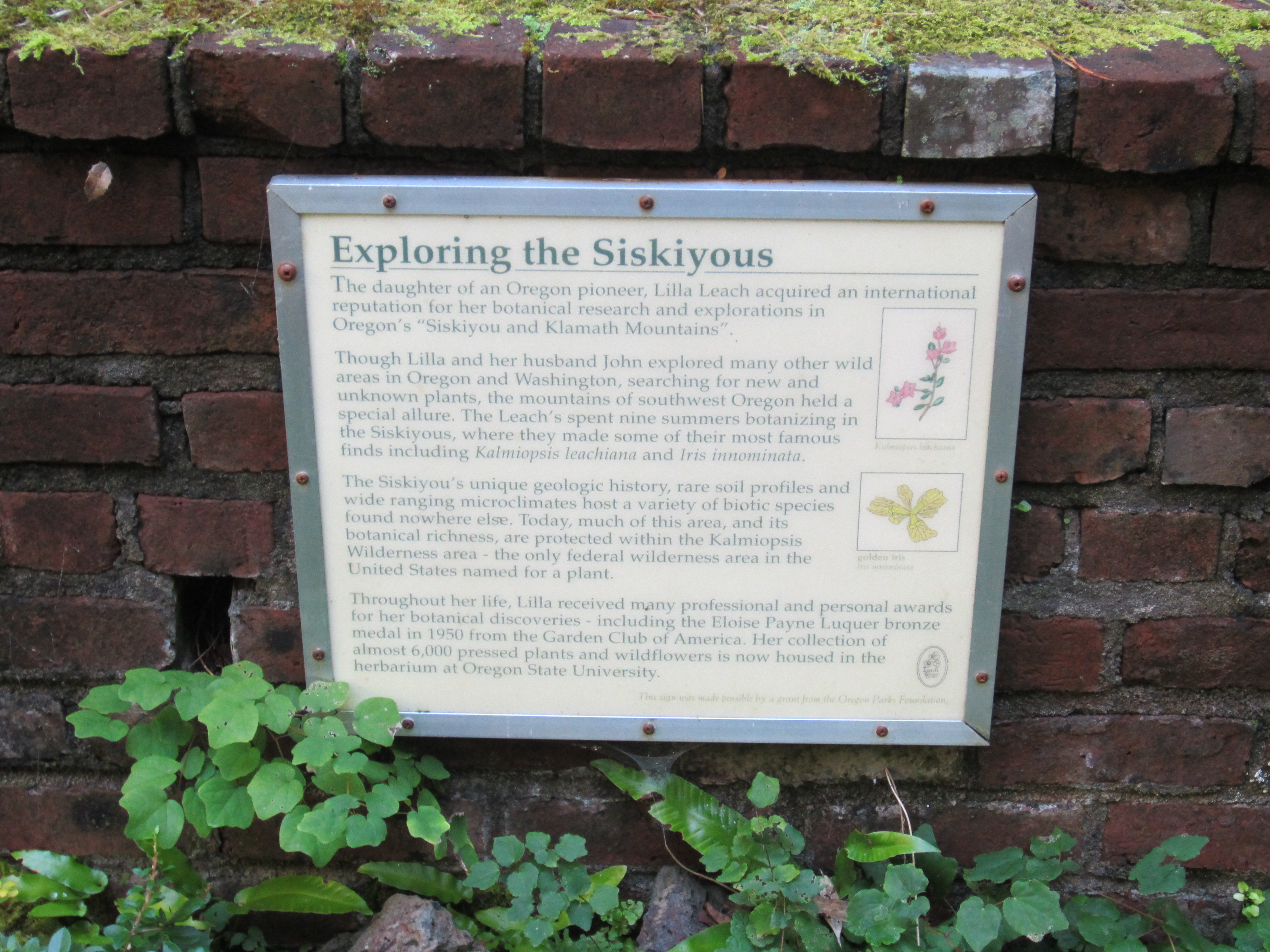
Leach Botanical Garden, Oregon, 2013

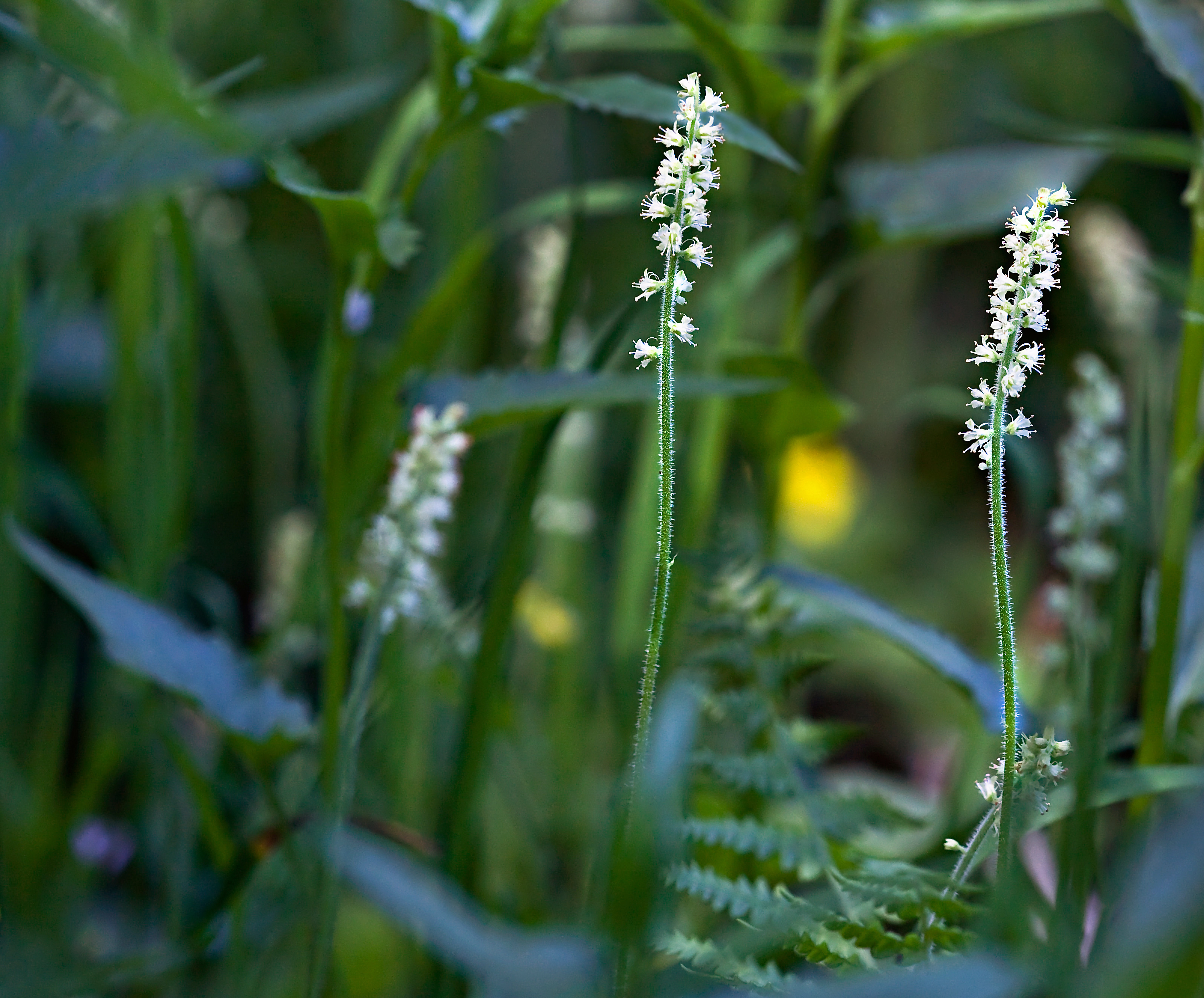
Bensoniella oregona, eine monotypische Gattung, die nur aus den Bergen im Nordwesten Kaliforniens und im Süden Oregons bekannt ist und hier in der Nähe einer feuchten Wiese in den Bergen im Südwesten Oregons zu sehen ist

Lilla Irvin Leach (* 13. März 1886 in Barlow, Oregon; †  10. September 1980 in Portland, Oregon) war eine US-amerikanische Botanikerin, die sich von 1915 bis 1945 auf die Flora in Oregon spezialisiert hatte. Sie entdeckte mehr als ein Dutzend Arten und zwei neue Gattungen, Kalmiopsis leachiana und Bensoniella oregona.

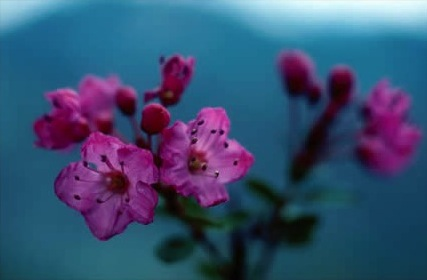
Kalmiopsis Leachiana, endemischer Strauch, der 1930 von Lilla Leach im Goldbecken im Südwesten Oregons entdeckt wurde. Diese Pflanze ist der Namensgeber der Kalmiopsis-Wildnis im Rogue River-Siskiyou National Forest

## Leben und Werk
Irvin Leach besuchte die Tualatin Academy und die University of Oregon, wo sie bei dem Botaniker Albert Sweetser studierte und an der sie 1908 ihren Bachelor of Arts erhielt. Anschließend unterrichtete sie in der von ihr gegründeten Botanikabteilung der Eugene High School. 1913 heiratete sie den Pharmazeuten John Leach, der von 1920 bis zu seiner Pensionierung 1946 die Phoenix Pharmacy in Portland besaß und Gründer und erster Präsident der Handelskammer von Südost-Portland war. Sie und ihr Ehemann kauften ein Stück Land im Südosten von Portland, wo sie einen botanischen Garten namens Sleepy Hollow entwickelten. Mit ihrem Ehemann sammelte sie systematisch Pflanzen in ganz Oregon und anderen westlichen Bundesstaaten. Sie interessierte sich besonders für die Siskiyou Mountains im Curry County (Oregon). Sie und ihr Ehemann verbrachten dort zwischen 1928 und 1938 neun Sommer und erkundeten dieses Gebiet, in dem sie mehr als ein Dutzend Arten und zwei neue Gattungen, Kalmiopsis leachiana und Bensoniella oregona entdeckten. Zwei Jahre nach ihrer ersten Sammlung wurde die Pflanze offiziell Kalmiopsis leachiana genannt. Die Gattung Kalmiopsis ist im Südwesten Oregons endemisch und kommt nirgendwo anders auf der Welt vor. Die Wildnis Kalmiopsis Wilderness in Oregon ist nach dieser Pflanze benannt. Im September 1945 wurde Irvin Leach für ihre Kriegs- und Naturschutzarbeit zur Portland-Bürgerin der Woche gewählt. Von 1945 bis 1948 war sie Direktorin von Save the Myrtle Wood. Der Garden Club of America ehrte sie 1950 als erste Empfängerin der Eloise Payne Luquer-Medaille für herausragende Leistungen in der Botanik. 1963 schenkte sie der University of Oregon ihre große Privatsammlung mit mehr als 3000 gepressten Pflanzen. Die Exemplare befinden sich jetzt in den Sammlungen des Herbariums der Oregon State University in Corvallis (Oregon). Lilla Leach starb in Portland im Alter von 94 Jahren. Ihre Asche wurde in der Kalmiopsis-Wildnis verstreut. Ihr Haus und der Garten gingen 1982 in den Besitz der Stadt Portland über. Der 1931 angelegte Garten ist heute der Leach Botanical Garden und umfasste 2011 eine Fläche von 8,5 ha.